# 美丽的罪行
《美丽的罪行》是美国作家兼编辑克里斯托弗·博伦创作的 2020 年犯罪小说。这是博伦的第四部小说，写于 2018 年在巴黎居住期间。该小说于 2020 年 1 月 28 日由哈珀出版社在美国首次出版。
故事以威尼斯为背景，以男友尼克·布林克和克莱·盖洛里为主角，他们将一套继承的伪造银古董收藏品卖给克莱过去的一位富有的熟人。他们的骗局很快导致更严重的犯罪，因为克莱试图出售他并不完全拥有的昂贵财产，而尼克谋杀了一名威胁要揭露他们最初计划的银器估价师。 博伦将《美丽的罪行》描述为迄今为止最能展现他个性的小说，该小说的故事情节和人物背景的各个元素都受到了他个人生活的启发。这部小说探讨了威尼斯过度旅游化和人口减少的现象，以及贪婪、道德和社会阶层交织形成的主题。
《美丽的罪行》入围了 2020 年洛杉矶时报图书奖悬疑/惊悚类图书奖的决赛。关于此书的评论褒贬不一；评论家普遍称赞博伦对威尼斯和人物之间的关系的描写，但是批判其叙事节奏的有效性。这本书被拿来与帕特丽夏·海史密斯的小说进行了比较，尤其是《才华横溢的里普利先生》 （1955 ）。

## 故事情节

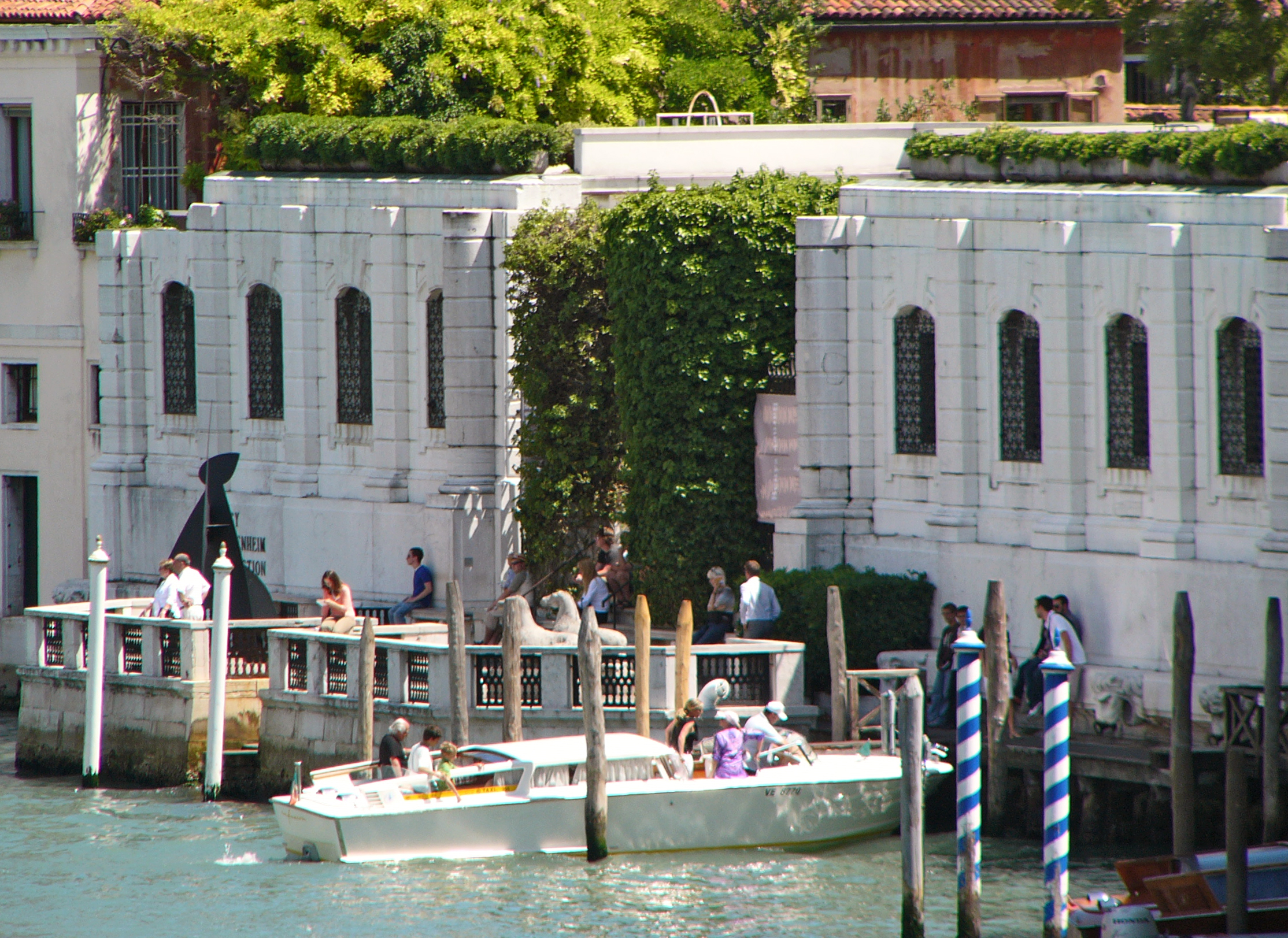
佩姬·古根汉美术馆

尼克·布林克和他的男友克莱·盖洛来到了威尼斯，将他们在纽约市的生活抛在脑后。两个月前，他们在克莱的前男友弗雷迪·范德哈尔的追悼会上第一次见面。弗雷迪·范德哈尔曾遗赠给克莱一系列银器古董以及威尼斯一座昵称叫“多米多里奥”二世的豪宅份额。尼克和克莱得知这些古董是赝品后，制定了一项计划，通过将这些古董卖给理查德·韦斯特来偿还债务。理查德·韦斯特是一位富有的美国侨民，长期为威尼斯的文化保护项目提供资金支持。四年前，克莱在佩姬·古根汉美术馆实习期间，还担任过理查德的私人助理。当克莱申请博物馆的固定职位失败时，克莱震惊地发现原来是理查德从中作梗，由此便对他怀恨在心。
尼克故意撞见理查德，伪装成银器鉴定专家，同时隐瞒与克莱的关系。他应邀参加理查德的晚宴，地点在理查德家中，隔壁就是“多米多里奥”二世。几天后，尼克作假进行了一次鉴定，并说服理查德以 750,000 美元的价格购买了这批白银。 交易成功，尼克和克莱进行了一番庆祝。然而，尼克开始担心这笔钱能撑多久，并制定了出售“多米多里奥”二世邸宅给理查德的计划，要知道，理查德一直想将其与自己的住宅合并。克莱有点犹豫，因为这套房产的一部分属于与弗雷迪关系较为疏远的妹妹塞西莉亚，但他最终同意了这个计划，并飞往巴黎伪造了文件，证明他是邸宅的唯一所有者。

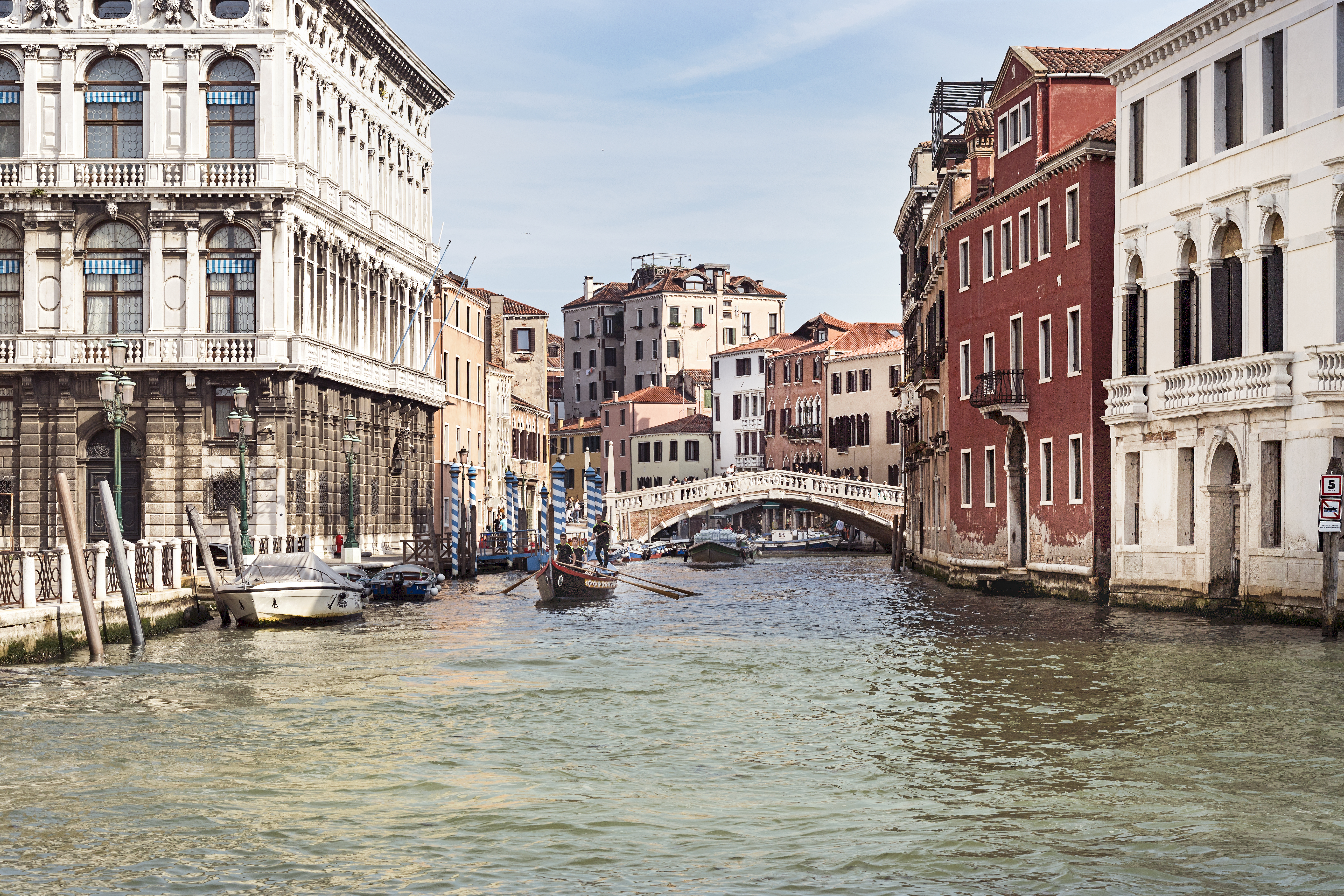
卡纳雷吉欧区——“多米多里奥”二世邸宅所在地

尼克再次拜访了理查德，希望说服他完成对“多米多里奥”二世邸宅的收购。但是，他看到了杜勒斯霍克斯——一位退休的银器鉴定师，受理查德邀请来鉴定他新买的古董，这让他心生恐惧。杜勒斯很快便发现这些都是伪造品，但却配合了尼克他们，没有说穿这个诡计。后来他威胁说，除非尼克当晚在他的酒店与他发生性关系，否则将把这个骗局公之于众。尼克只能被迫答应。事后，杜勒斯继续勒索尼克，坚持要求第二天再发生性关系，并索取了一半的诈骗利润。惊慌失措的尼克跟着杜勒斯来到正在维修的酒店电梯，冲动之下将他推下了空荡荡的电梯井。杜勒斯由于撞击死亡，尼克逃离了酒店。
克莱同意以四百万欧元的价格将“多米多里奥”二世邸宅出售给理查德。在前往交易最终会议的路上，克莱被理查德的助手巴蒂斯塔拦住，他发现理查德一直在匿名资助该市的旅游开发计划。巴蒂斯塔是反对发展的绝对抗议者，他告诉克莱这次会议是一个陷阱；与此同时，理查德查到了塞西莉亚这个人，发现文件是伪造的，并通知了警方。理查德此时还不知道尼克和克莱的关系，随口就向尼克透露了其中的安排。愤怒的尼克与理查德大打出手，并用门挡击中了他的头部。克莱在调查中受到怀疑，但巴蒂斯塔提供了不在场证明，并揭露理查德是匿名投资者。这次袭击最终归因于一名不知名的抗议者。理查德因为袭击丧失语言能力，而后被转移到莱比锡的一家神经科诊所。尼克搬到附近的一个岛上以躲避审查，而克莱则留在威尼斯，两人保持着秘密交流。五个月后，在两人认为对克莱来说安全的情况下，克莱前往该岛与尼克重聚。

## 故事背景和出版历史

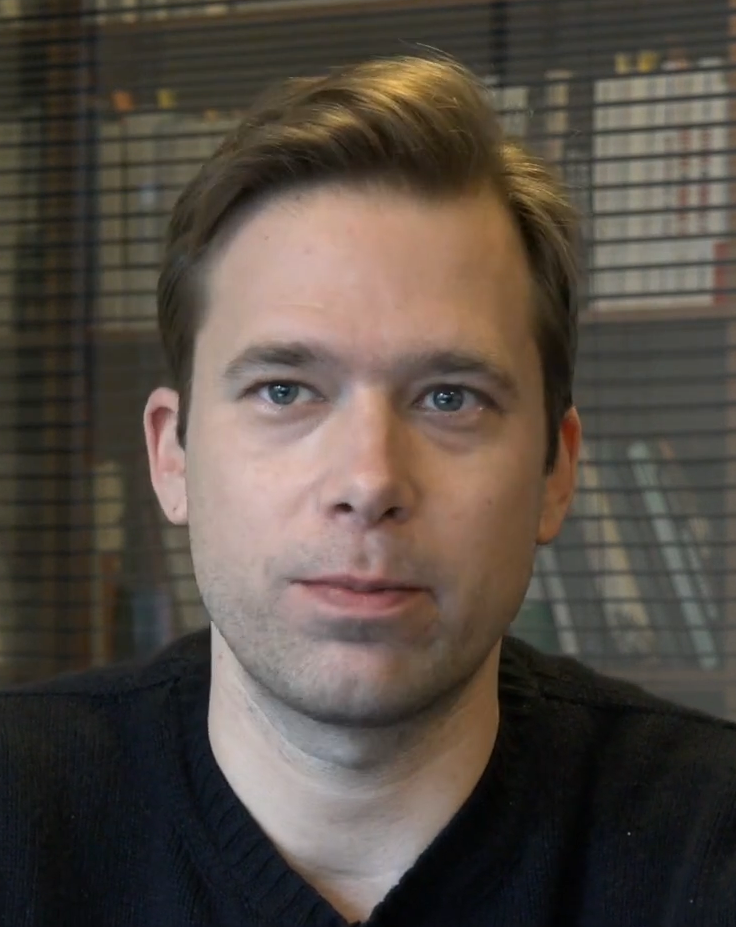
2016年的博伦

《美丽的罪行》是克里斯托弗·博伦继《闪电侠》(2011)、《东方》(2015) 和《毁灭者》(2017) 之后的第四部小说。  博伦将自己生活的方方面面融入到情节和角色中；例如，他和尼克都在俄亥俄州长大，和克莱一样大学毕业后也在佩姬·古根汉美术馆实习。  
尼克居住的威尼斯公寓仿照了博伦实习期间居住的圣玛加利大广场附近的一套公寓。  尼克部分取材于亨利·詹姆斯 1879 年同名中篇小说中的黛西·米勒一角。在比较人物时，博伦将黛西描述为“可爱但鲁莽，陷入危险”的人。 博伦选择白人尼克和黑人克莱之间的跨种族关系作为这本小说的特色，从而代表“两个都是美国人的同性恋”并突出LGBT 社群的多样性。  代表生活在纽约的老一辈男同性恋者的角色弗雷迪·范德哈尔则受到美国摄影师大卫·阿姆斯特朗的启发，并且在小说初稿中人物特点更为鲜明。 
博伦将《美丽的罪行》称为迄今为止最能展现他个性的小说。 他将这本书致敬小说家埃德蒙·怀特，形容怀特是“我真正钦佩的人，为我开辟了道路”，并指出他们都出生于辛辛那提，赞扬了怀特的同性恋文学作品。怀特此前曾将他 2016 年的小说《我们的年轻人》献给了博伦。 在接受意大利版《时尚》杂志采访时，博伦对托托·贝加莫·罗西——威尼斯一家文化保护非营利组织的负责人——表达了诚挚的谢意，感谢其在写作前的调研阶段教给他有关意大利建筑和意大利语的知识。 博伦在 2018 年住在一座始建于17 世纪的巴黎修道院期间写下了《美丽的罪行》 ；克莱在小说中短暂的巴黎之旅就是因为博伦向其赞助商的一个承诺——将本书的其中一个章节设定在巴黎。  
2020 年 1 月 28 日，哈珀出版社在美国出版了 400 页精装版的《美丽的犯罪》。   哈珀普列尼出版商于 2021 年 1 月 12 日出版了平装本。 蒂姆·佩奇讲述了这本 11 小时的有声读物，由哈珀声音（Harper Audio）发行。 对此有声读物的评论中，《声音文件》杂志称赞了佩奇的叙述所传达的情感，但指出他在次要角色的表现上口音“不一致”。 

## 主题

### 过度旅游化

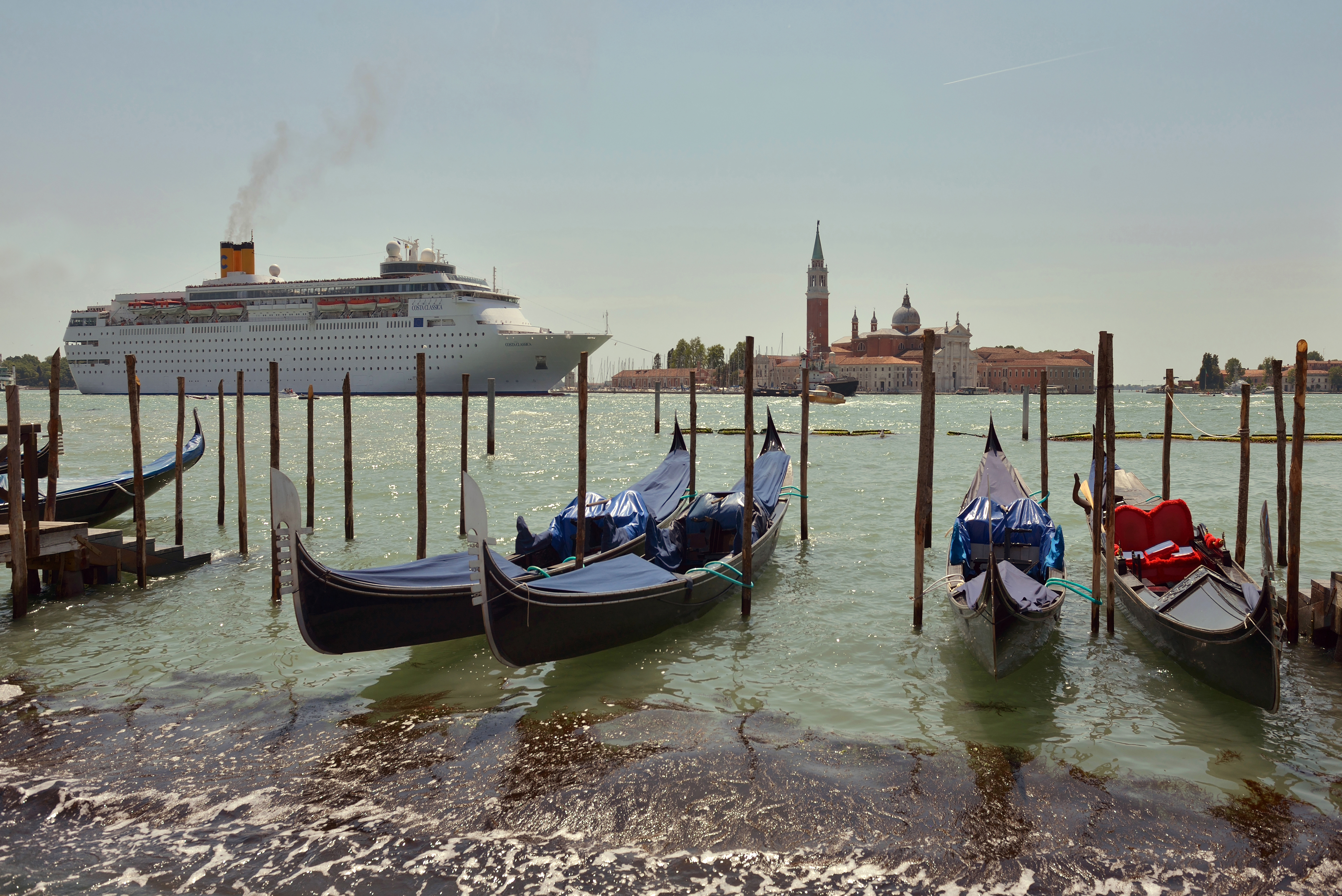
游轮经过威尼斯圣马可盆地

威尼斯是游客的热门目的地。 2019年，全市估计有25 每年百万游客。 对威尼斯过度旅游化的分析反映了负面影响，例如过度拥挤、与度假租金上涨相对应的永久居民减少以及产生的废物增加。    博伦曾呼吁禁止该市的游轮和爱彼迎民宿出租，他在《每日野兽》中的一篇文章中写道，《美丽的犯罪》将威尼斯描绘成一个处于危机中的城市，就像“受制于巨鲨的下颚”那般。  
该书探讨了该市的过度旅游和化人口减少，批判了该市爱彼迎民宿出租的兴起，同时包含居民抗议外国投资并高呼“  （意思为“我不走，我留下！” ）的场景。 为兰达文学基金会撰稿的约翰·科本哈弗表示，这本书的“核心罪行”不是尼克和克莱的阴谋，而是威尼斯的“旅游业和外国开发商的围困”，而故事背后的谜团是那些正在摧毁这座城市的人的身份，代表着尼克和克莱对未来的憧憬破灭。 

### 贪婪与道德
在关于《毁灭者》的一次媒体采访中，博伦说他想为他的下一部作品创造“以不同的新方式被复杂化”的同性恋角色。 尽管尼克被设置为一个迷人天真的来自中西部的男人，但他的贪婪导致了灾难性的后果，包括杜勒斯被谋杀。 对于将博伦将尼克和克莱塑造成道德模棱两可的罪犯的做法，《新闻日报》的布莱恩·亚历山德罗评论为“将同性恋角色从受害人或圣人的贫民窟中挑选出来”，并且他们最终被迫面对自己行为的后果。 即使尼克和克莱为了金钱和报复而犯罪，他们也被描绘成充满同情心的人物。 
社会阶层的问题在整部小说中反复出现；尼克和克莱向理查德出售伪造品的计划植根于“在这个物质主义环境中向上社会流动”的愿望。 在与理查德、其他角色以及彼此的互动中，博伦强调了社会不平等对人物角色所作决定及认同感的影响。  为了追求财务上的保障，尼克和克莱以犯罪行为为代价，试图在威尼斯重塑自我。 

## 评价

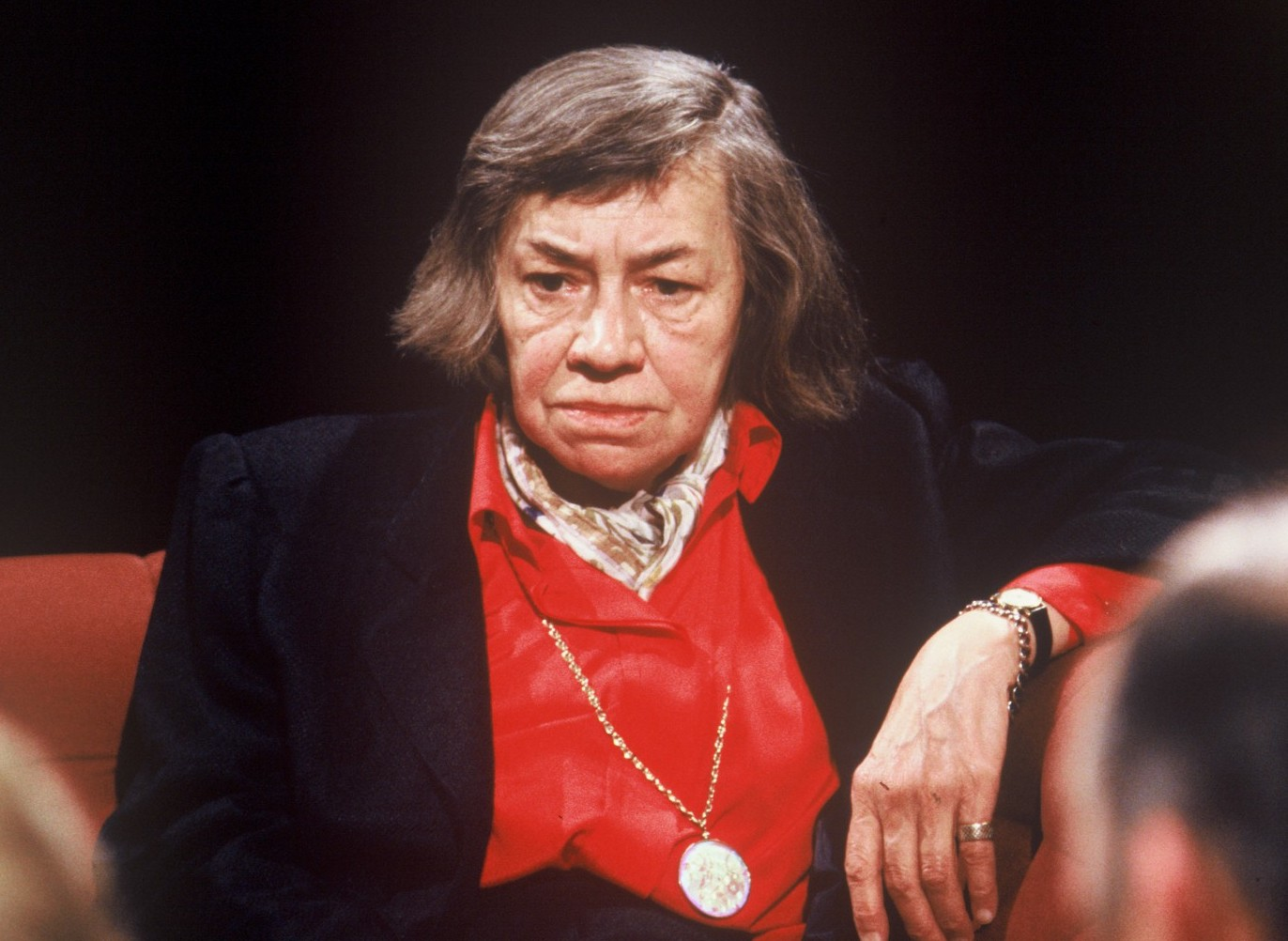
《美丽的犯罪》被拿来与帕特里夏·海史密斯的作品（摄于 1988 年）进行比较。

文学评论家将《美丽的犯罪》与帕特丽夏·海史密斯的小说——尤其是《才华横溢的里普利先生》 （1955 ）——进行了比较，指出了类似的特征，例如犯罪主角和道德的模棱两可性。  这本书还与艾伦·霍林赫斯特的作品进行了比较，包括他 1988 年的小说《游泳池图书馆》 。  《美丽的犯罪》是 2020 年洛杉矶时报图书奖悬疑/惊悚类图书的五名决赛入围者之一，并被《奥普拉》杂志列为 2020 年最畅销的 20 本书之一。   《纽约时报》将这本书描述为“优雅的犯罪惊悚片”， 并在《出版人周刊》 、《柯克斯评论》和《书页》上获得了星级评论。  
几位评论家赞扬博伦对主人公的富有同理心的刻画，以及他在 LGBT 社区种族主义背景下对克莱的黑人身份的审视。在亚历山德罗的评论中，他将小说对尼克和克莱关系的探索描述为“真诚而深刻”，尤其是当这段关系受到他们所遇挑战的考验时。  《出版商周刊》的一位评论员表示赞同，写到虽然名义上的犯罪是情节的重点，但“这个故事从对同性恋浪漫的看法中焕发出力量”。 为《图书馆杂志》撰稿的帕特里克·沙利文也对克莱与弗雷迪和尼克的关系描述表示了赞赏。 
书单出版社的迈克尔·卡特表示《美丽的罪行》充满“巧妙的节奏和策划”， 但 Randy Rosenthal 在《洛杉矶书评》中写道，它“不仅缺乏文学艺术性，而且也缺乏惊悚片的刺激感”。 罗森塔尔批评小说开头节奏太慢，情节、人物和语言都不符合现实。另一方面，他认为接近尾声的情节更引人入胜，并对博伦对威尼斯过度旅游的研究表示赞赏。 在《华盛顿邮报》的一篇评论中，丹尼斯·德拉贝尔质疑博伦对尼克和克莱在“[他们]居住的不诚实和残酷的世界”中关系的乐观描述，但赞扬了小说的悬念和对威尼斯的描写。 《书籍评论》的凯瑟琳·B·韦斯曼认为巴蒂斯塔和杜勒斯等次要角色比主角尼克和克莱更有趣，但称赞了其悬念和背景的设置，并形容博伦对威尼斯的描述“既准确又雄辩”。 